# Friedhof Wiemelhausen

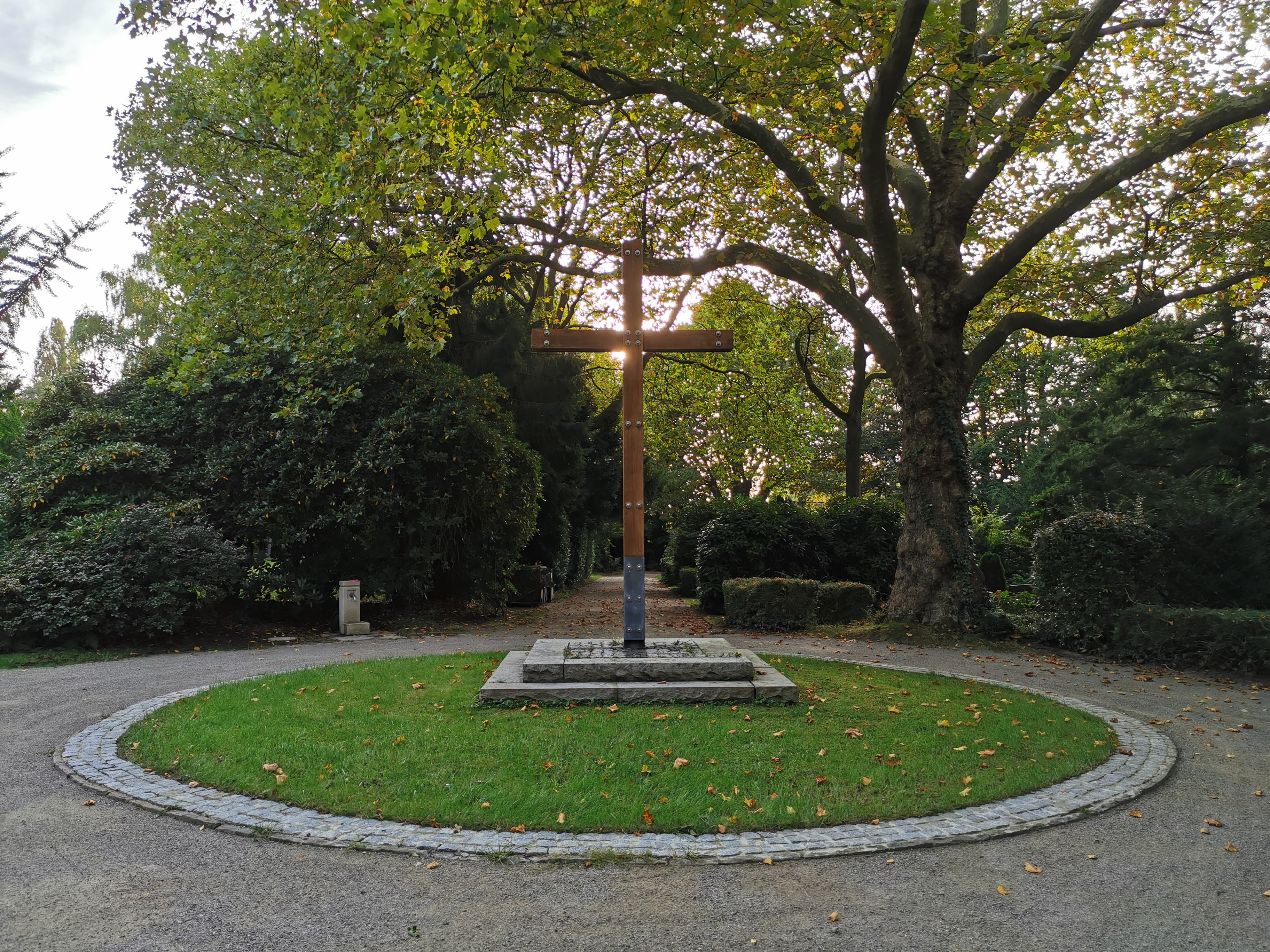
Hochkreuz auf dem Friedhof

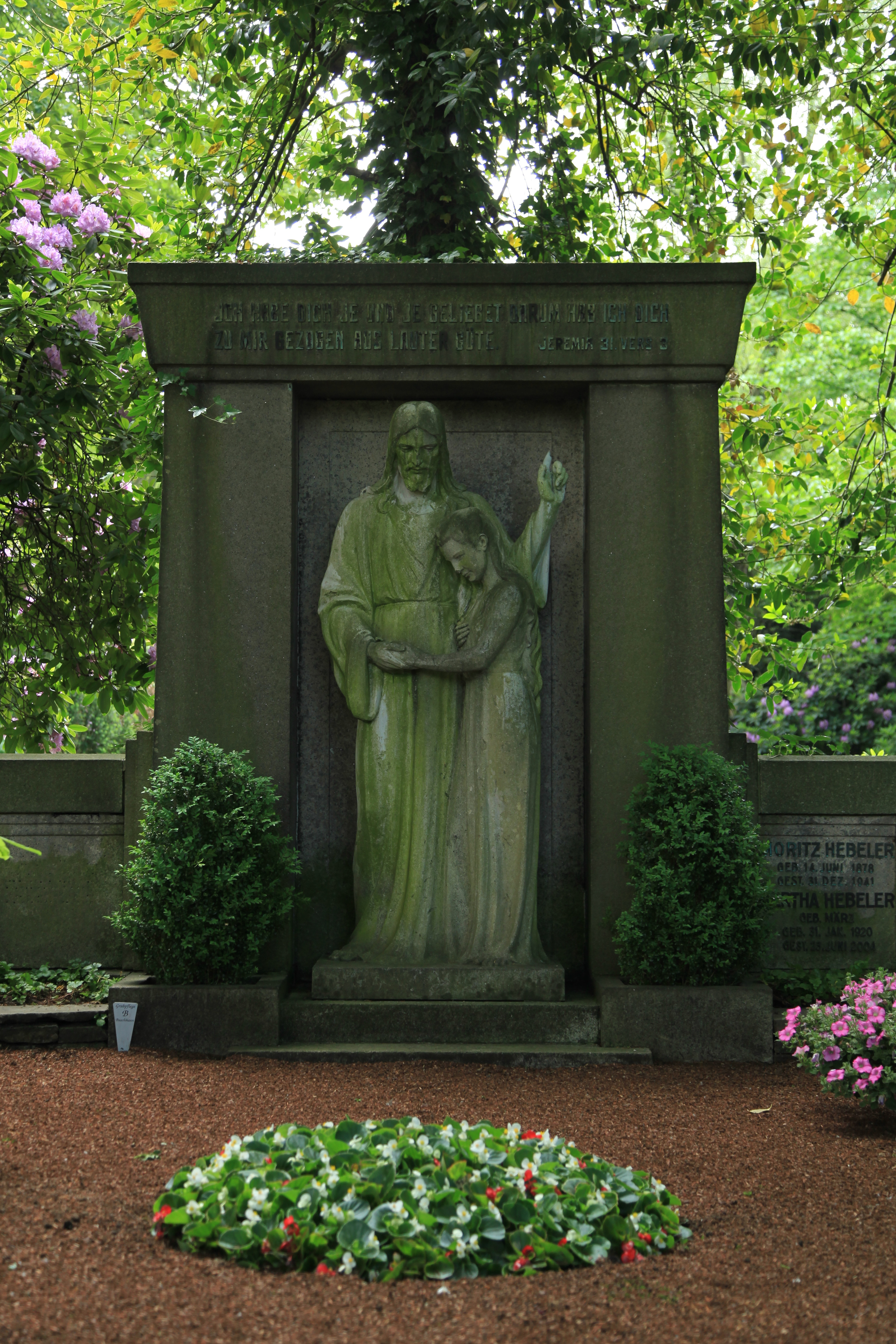
2012

Der Friedhof Wiemelhausen ist einer von 24 kommunalen Friedhöfen (Stand März 2023) der Stadt Bochum. Er befindet sich an der Wiemelhauser Straße 202 im Stadtteil Wiemelhausen. Er entstand Ende des 19. Jahrhunderts in dem damals selbstständigen Amt Wiemelhausen und kam mit der Eingemeindung 1904 in den Besitz der Stadt Bochum. Sein Haupteingang liegt an der Wiemelhauser Straße, welche bei der Entstehung noch eine Hauptstraße war. Die alten Straßenbahnschienen verweisen noch darauf. Neben einem Hochkreuz aus Holz gibt es auf dem Friedhof auch ein altes Friedhofswärterhaus und auf den jüdischen Teil eine Trauerhalle.
Im Jahr 1925 gab es auf dem Friedhof 238 Bestattungen, ein Jahr später waren es 304 Bestattungen. Da man absehen konnte das dieser Friedhof und der zentrale kommunale Friedhof an der Blumenstraße bald keine freie Fläche mehr hatten, und man die Friedhöfe auch nicht erweitern konnte, wurde angefangen auf dem Havkenscheider Feld einen neuen Friedhof anzulegen, der heutige Hauptfriedhof Bochum. Durch die starke Belegung konnten 1933 nur 51 Bestattungen stattfinden.

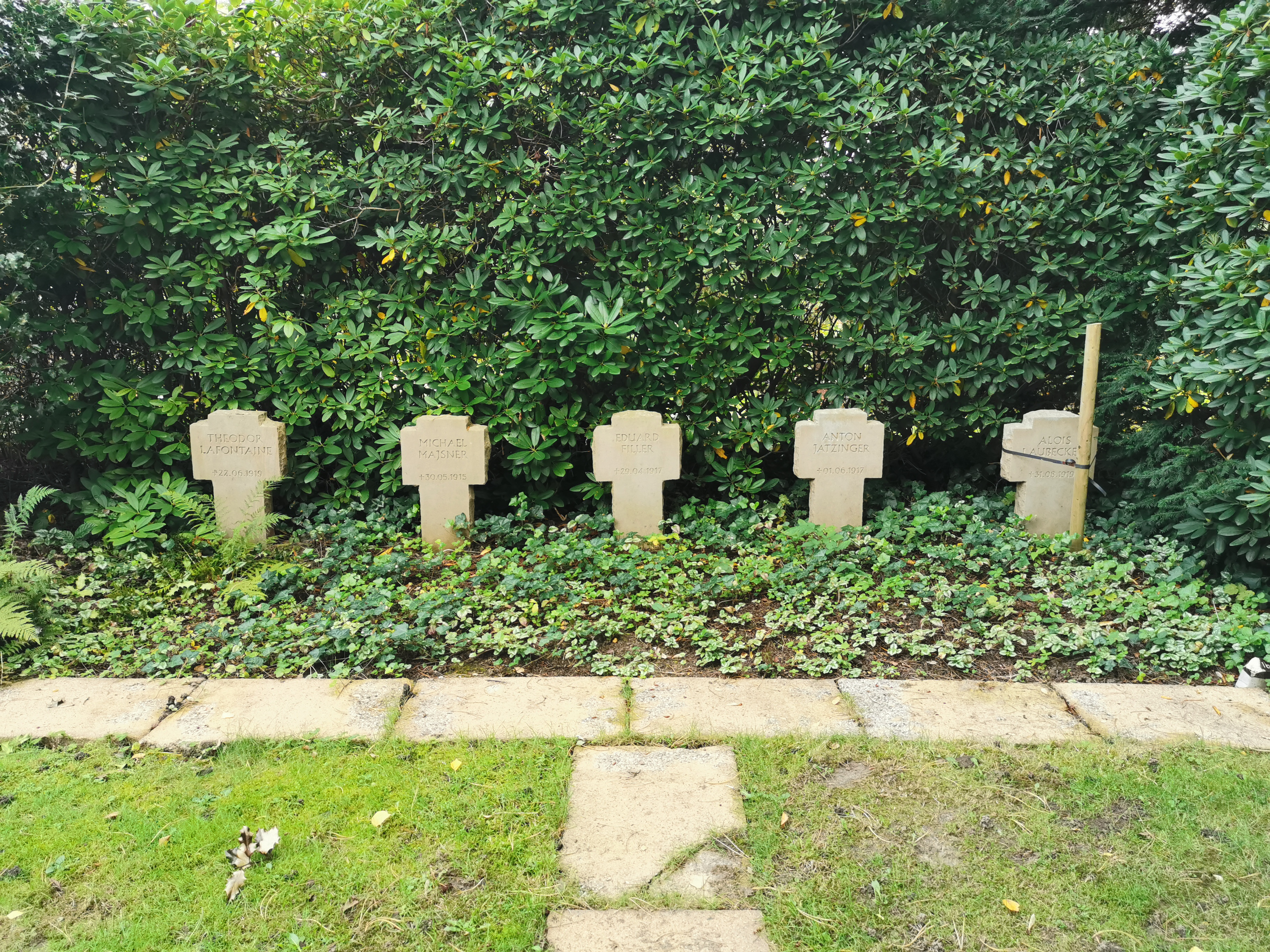
Kriegsgräber

Auf dem Friedhof befinden sich einige Ehrengräber für Gefallene und Opfer des Ersten Weltkriegs sowie Grabstätten für Tote des KZ-Außenlagers Brüllstraße. Weiterhin gibt es zwei städtische Ehrengräber für den Journalisten und Autor Paul Küppers und dem Rittmeister Alfons Graf von Looz-Corswarem.
Auf einem Teil des Friedhofs wurde ab 1917 der jüdische Friedhof Bochum angelegt. Er diente seitdem „als Zentralfriedhof für die israelitischen Mitbürger“. 1928 wurde eine eigene Trauerhalle gebaut. 1954 wurden bereits bestehende jüdische Grabstätten von jüdischem Teil des ehemaligen Friedhofs an der Wittener Straße (heute Kortumpark) hierhin verlegt. Der jüdische Teil des Friedhofs ist unter der Nr. A 529 ein eingetragenes Denkmal.
Der Friedhof hat seit einer Erweiterung 1917 um 2,5 Hektar eine Fläche von 5,26 ha, wobei davon ca. 0,9 ha auf den jüdischen Teil entfallen.